# Deadline at Eleven
Deadline at Eleven è un film muto del 1920 diretto da George Fawcett che diresse solo altri due film dopo questo. Ambientato a New York, nel mondo della carta stampata, fu sceneggiato da Lucien Hubbard su un soggetto di Ruth Byers. Aveva come interpreti Corinne Griffith, Frank M. Thomas, Webster Campbell, Alice Calhoun, Maurice Costello.

## Trama

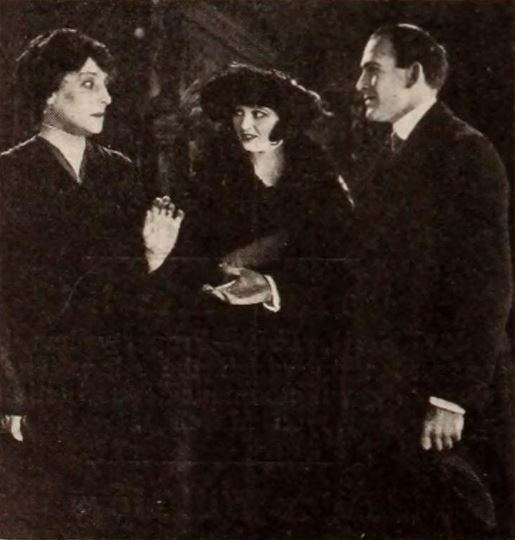
Emily Fitzroy, Corinne Griffith, James Bradbury Jr.

La ricca Helen Stevens, una ragazza dell'alta borghesia, trova lavoro in un quotidiano di New York, provocando con la sua presenza, commenti sfavorevoli e derisione da parte dello staff. Amica del giornalista Jack Rawson, avanza nella carriera. Una sera, le viene assegnato un servizio che concerne la sparizione di una ragazza. Jack, che induge spesso e volentieri all'alcool, promette di aiutarla. L'uomo, invece, si ubriaca e finisce che si trova coinvolto in un caso di omicidio di cui verrà poi accusato. Helen deve darsi da fare per dimostrare, con le sue indagini, che l'amico è innocente. Jack, alla fine, la smetterà con l'alcol e Helen lo porterà a casa sua per presentarlo a sua madre.

## Produzione
Il film fu prodotto dalla Vitagraph Company of America

## Distribuzione
Il copyright del film, richiesto dalla Vitagraph, fu registrato l'11 febbraio 1920 con il numero LP14745. Distribuito dalla Vitagraph Company of America, il film uscì nelle sale cinematografiche statunitensi l'11 febbraio 1920 e in quelle britanniche il 4 luglio 1921.
Non si conoscono copie ancora esistenti della pellicola che viene considerata presumibilmente perduta.